# Elveția la Jocurile Olimpice de vară din 2016
Elveția a participat la Jocurile Olimpice de vară din 2016 de la Rio de Janeiro în perioada 5 – 21 august 2016, cu o delegație de 105 de sportivi, care a concurat în 17 sporturi. Asociația Olimpică Elvețiană stabilise ca obiectiv obținerea a cinci medalii. Cu un total de șapte medalii, inclusiv trei de aur, Elveția s-a aflat pe locul 24 în clasamentul final.

## Participanți
Delegația Elvețiană a cuprins 105 de sportivi: 59 bărbați și 46 femei (rezervele la fotbal, handbal, hochei pe iarbă și scrimă nu sunt incluse). Cel mai tânăr atlet din delegație a fost jucătoarea de golf Albane Valenzuela (18 ani), cel mai bătrân a fost călărețul Paul Estermann (53 de ani).
| Sport          | Masculin | Feminin | Total |
| -------------- | -------- | ------- | ----- |
| Atletism       | 3        | 14      | 17    |
| Badminton      | 0        | 1       | 1     |
| Caiac canoe    | 3        | 0       | 3     |
| Canotaj        | 10       | 1       | 11    |
| Ciclism        | 14       | 3       | 17    |
| Echitație      | 6        | 2       | 8     |
| Gimnastică     | 5        | 1       | 6     |
| Golf           | 0        | 2       | 2     |
| Înot sincron   | _        | 2       | 2     |
| Judo           | 2        | 1       | 3     |
| Natație        | 3        | 5       | 8     |
| Navigație      | 6        | 3       | 9     |
| Scrimă         | 3        | 1       | 4     |
| Tenis          | 0        | 2       | 2     |
| Tir            | 1        | 3       | 4     |
| Triatlon       | 2        | 2       | 4     |
| Volei pe plajă | 0        | 4       | 4     |
| Total          | 59       | 46      | 105   |

## Medalii

### Medaliați
| Medalie | Nume                                                | Sport      | Probă                                     | Dată      |
| ------- | --------------------------------------------------- | ---------- | ----------------------------------------- | --------- |
| Aur     | Fabian Cancellara                                   | Ciclism    | Contratimp individual masculin            | 10 august |
| Aur     | Mario Gyr Simon Niepmann Simon Schürch Lucas Tramèr | Canotaj    | Patru rame fără cârmaci ctg. ușoară (L4-) | 11 august |
| Aur     | Nino Schurter                                       | Ciclism    | Cross-country masculin                    | 21 august |
| Argint  | Timea Bacsinszky Martina Hingis                     | Tenis      | Dublu feminin                             | 14 august |
| Argint  | Nicola Spirig Hug                                   | Triatlon   | Proba feminină                            | 20 august |
| Bronz   | Heidi Diethelm Gerber                               | Tir        | Pistol 25 m feminin                       | 9 august  |
| Bronz   | Giulia Steingruber                                  | Gimnastică | Sărituri feminin                          | 14 august |

### Medalii după sport
| Sport      | Aur | Argint | Bronz | Total |
| Ciclism    | 2   | 0      | 0     | 2     |
| Gimnastică | 0   | 0      | 1     | 1     |
| Canotaj    | 1   | 0      | 0     | 1     |
| Tir        | 0   | 0      | 1     | 1     |
| Tenis      | 0   | 1      | 0     | 1     |
| Triatlon   | 0   | 1      | 0     | 1     |
| Total      | 3   | 2      | 2     | 7     |

## Natație
| Sportiv                                                            | Probă         | Calificări | Calificări | Semifinale   | Semifinale   | Finală        | Finală        |
| Sportiv                                                            | Probă         | Timp       | Loc        | Timp         | Loc          | Timp          | Loc           |
| ------------------------------------------------------------------ | ------------- | ---------- | ---------- | ------------ | ------------ | ------------- | ------------- |
| Danielle Villars                                                   | 100 m fluture | 59,45      | =27        | Nu a avansat | Nu a avansat | Nu a avansat  | Nu a avansat  |
| Martina van Berkel                                                 | 400 m mixt    | 4:45,12    | 24         | N/A          | N/A          | Nu a avansat  | Nu a avansat  |
| Maria Ugolkova Alexandra Touretski Danielle Villars Noemi Girardet | 4×100 m liber | 3:41,02    | 14         | N/A          | N/A          | Nu au avansat | Nu au avansat |

| Sportiv            | Probă      | Calificări | Calificări | Semifinale   | Semifinale   | Finală       | Finală       |
| Sportiv            | Probă      | Timp       | Loc        | Timp         | Loc          | Timp         | Loc          |
| ------------------ | ---------- | ---------- | ---------- | ------------ | ------------ | ------------ | ------------ |
| Jeremy Desplanches | 400 m mixt | 4:15,46    | 13         | N/A          | N/A          | Nu a avansat | Nu a avansat |
| Yannick Käser      | 100 m bras | 1:00,71    | =24        | Nu a avansat | Nu a avansat | Nu a avansat | Nu a avansat |

## Scrimă
| Sportiv                                                    | Probă                    | Primul tur          | Al doilea tur       | Al treilea tur        | Sfert de finală        | Semifinală                                | Finala mică/Finala mare                           | Finala mică/Finala mare |
| Sportiv                                                    | Probă                    | Adversar Scor       | Adversar Scor       | Adversar Scor         | Adversar Scor          | Adversar Scor                             | Adversar Scor                                     | Loc                     |
| ---------------------------------------------------------- | ------------------------ | ------------------- | ------------------- | --------------------- | ---------------------- | ----------------------------------------- | ------------------------------------------------- | ----------------------- |
| Max Heinzer                                                | Spadă masculin           | PAS                 | Pizzo (ITA) C 15–11 | Anohin (RUS) C 15–7   | Park S-y (KOR) P 4–15  | Nu a avansat                              | Nu a avansat                                      | Nu a avansat            |
| Fabian Kauter                                              | Spadă masculin           | PAS                 | Herei (UKR) C 15–9  | Borel (FRA) P 14–15   | Nu a avansat           | Nu a avansat                              | Nu a avansat                                      | Nu a avansat            |
| Benjamin Steffen                                           | Spadă masculin           | PAS                 | Pryor (USA) C 15–14 | Nikișîn (UKR) C 15–14 | Borel (FRA) C 15–10    | Park S-y (KOR) P 9–15                     | Grumier (FRA) P 11–15                             | 4                       |
| Max Heinzer Fabian Kauter Benjamin Steffen Peer Borsky (r) | Spadă masculin pe echipe | N/A                 | N/A                 | PAS                   | Italia (ITA) · P 32–45 | Semifinală de 5-8 · Rusia (RUS) · C 45–28 | Finală pt locul 5 · Coreea de Sud (KOR) · P 36–45 | 6                       |
| Tiffany Géroudet                                           | Spadă feminin            | Costa (BRA) P 13–15 | Nu a avansat        | Nu a avansat          | Nu a avansat           | Nu a avansat                              | Nu a avansat                                      | Nu a avansat            |